# Ír férfi jégkorong-válogatott
Az ír férfi jégkorong-válogatott Írország nemzeti csapata, amelyet az Ír Jégkorongszövetség (angolul: Irish Ice Hockey Association) irányít. Első mérkőzésüket 2004. március 16-án játszották a 2004-es jégkorong-világbajnokságon és ekkor csatlakoztak a nemzetközi mezőnyhöz. 2008-ban a 40. helyen (6. hely a Divízió II A csoportban) végeztek és összesítésben ez a legjobb helyezésük. Legjobb eredményüket 2010-ben érték el, amikor  megnyerték a divízió III A csoportot és feljutottak a divízió II B-be. 2013-ban szerepeltek utoljára a világbajnokságon.

## Eredmények

### Világbajnokság
- 1920–2003 – Nem vett részt
- 2004 – 44. hely (4. a Divízió III-ban)
- 2005 – 44. hely (4. a Divízió III-ban)
- 2006 – 44. hely (4. a Divízió III-ban)
- 2007 – 42. hely (2. a Divízió III-ban)
- 2008 – 40. hely (6. a Divízió II A csoportban)
- 2009 – 45. hely (5. a Divízió III-ban)
- 2010 – 42. hely (1. a Divízió III A csoportban)
- 2011 – 40. hely (6. a Divízió II B csoportban)
- 2012 – 44. hely (4. a Divízió III-ban)
- 2013 – 44. hely (4. a Divízió III-ban)
- 2014–2024 – Nem vett részt